# Anni 150 a.C.
Gli anni 150 a.C. sono il decennio che comprende gli anni dal 159 a.C. al 150 a.C. inclusi.

## Nati
- Quinto Mucio Scevola, politico romano († 88 a.C.)157 a.C.
- Gaio Mario, generale e politico romano († 86 a.C.)
- Sanatruce I, sovrano († 70 a.C.)156 a.C.
- 10 agosto - Han Wudi, imperatore cinese († 87 a.C.)155 a.C.
- Menandro I, sovrano indiano († 130 a.C.)154 a.C.
- Marco Porcio Catone Saloniano, magistrato romano
- Lucio Elio Stilone Preconino, scrittore e grammatico romano († 74 a.C.)
- Publio Rutilio Rufo, militare, politico e storico romano († 78 a.C.)
- Gaio Sempronio Gracco, politico romano († 121 a.C.)
- Tolomeo Apione, sovrano egizio († 96 a.C.)150 a.C.
- Zenone di Sidone, filosofo greco antico († 75 a.C.)

## Morti
- Publio Terenzio Afro, commediografo romano155 a.C.
- Archia, militare e funzionario egizio154 a.C.
- Tiberio Sempronio Gracco, militare e politico romano (n. 220 a.C.)
- Lucio Postumio Albino, politico romano152 a.C.
- Marco Emilio Lepido, politico e generale romano
- Tolomeo Eupatore, principe egizio (n. 166 a.C.)
- Lucio Valerio Flacco, politico romano151 a.C.
- Puṣyamitra Śuṅga150 a.C.
- Demetrio I Sotere, sovrano
- Laodice V, principessa greca antica
- Mitridate IV del Ponto, re